# Pablo Alberto Lucatelli
Pablo Lucatelli (Crissiumal, 7 de março de 1985) é um ciclista brasileiro, praticante de mountain bike competitivo  desde 1994.
É conhecido por ter vencido algumas das grandes competições de mountain bike em seu estado e país, por fazer parte da seleção nacional de mountain bike em 2002, 2003, 2005, 2006 e 2007. Também conhecido por usar o azul da equipe Amazonas/Sundown em 2003, e o verde-celeste da marca italiana de bicicletas Bianchi de 2005 a 2007.

## Carreira
Começou a desenvolver habilidades e práticas esportivas competitivas com bicicletas aos nove anos de idade. De sua família sempre partiram os maiores incentivos para pedalar. O acontecimento que fez Pablo optar por este esporte foi quando assistiu seu irmão mais velho, Erlu Lucatelli, vencer sua primeira prova de mountain bike em 1993.
Em 1998 já havia estado entre os melhores do seu estado, o que lhe deu a oportunidade de competir no Campeonato Nacional. Foi campeão brasileiro da categoria juvenil (13/14 anos) em 1999. Dois anos depois, em 2001, Pablo venceu novamente o Campeonato Nacional, desta vez em uma categoria acima (Cadete-15/16 anos), desta vez invicto e já com um grande patrocinador, tratava-se da Móveis Gaudêncio, indústria moveleira de grande representação no país, essencial para a conquista de várias competições além de proporcionar os melhores equipamentos para esta prática esportiva de 1997 a 2002.
Em 2002 foi vice-campeão nacional e campeão estadual na categoria júnior-17/18 anos, representando o Brasil em San José de Maipo, no Chile, sendo esta a primeira participação em provas internacionais pela seleção nacional, no Campeonato Pan-Americano de Mountain Bike daquele ano.
Em 2003, defendendo as cores da extinta equipe Amazonas/Sundown, venceu o ranking nacional e campeonato interestadual pela categoria júnior, além de estar na melhor equipe do país. Pablo viajou para várias cidades competindo e treinando com seus ídolos e companheiros de equipe, Albert Morgen e [Azevedo|Abraão Azevedo]. Neste ano fez parte da seleção nacional no Campeonato Pan-Americano de Mountain Bike em Medellin, na Colômbia, num ano dos mais agitados até então, com cerca de 30 competições, com vitórias em diversos níveis.
No ano de 2005, já pela categoria sub-23-21/22 anos, foi vice-campeão da Volta de Santa Catarina MTB-S23. Foi o quinto melhor na seletiva para a World  
```
Cup de MTB em Balneário Camboriú SC. Aí teve início da sua parceria com a Bianchi Brasil, representante no Brasil da tradicional marca italiana de bicicletas Bianchi.
```

Em 2006, Pablo viveu sua melhor temporada: foi um dos cinco mountain bikers mais lembrados do país pela Revista Bike Action, liderou o campeonato interestadual, venceu o campeonato mais importante do país (a Copa Internacional de MTB), foi 3° colocado no Campeonato Brasileiro de XCO e foi campeão geral do MTB 12 Horas de São Paulo na categoria quartetos, um dos anos mais vitoriosos de sua carreira com mais de 40 competições.
Em 2007, Lucatelli fez parte da seleção nacional de MTB, e esteve presente nas mais importantes disputas do mountain bike nacional e internacional, desde o Pan-Americano na Patagônia argentina em março, até o MTB 12 horas de São Paulo em dezembro, fechando o ano como primeiro colocado no ranking nacional de MTB Marathon Sub-23, Vice Campeão da Copa Internacional de MTB Sub-23, Vice Campeão Brasileiro de MTB Marathon, 3° Colocado no Campeonato Brasileiro de XCO.

## Principais títulos
- Campeão nacional 1999 e 2001 (Juvenil)
- Campeão ranking nacional 2003 (Júnior)
- Campeão Gaúcho de XCO 2005 (Elite)
- Campeão ranking nacional 2006 e 2007 (Sub-23)
- Campeão Copa Internacional de MTB 2006 (Sub-23)
- Campeão MTB 12 Horas de São Paulo 2005, 2006 e 2007 (Quarteto)